# Санџо
Санџо (јап. 三条市) град је у Јапану у префектури Нигата. Према попису становништва из 2005. у граду је живело 104.749 становника.

## Становништво
Према подацима са пописа, у граду је 2005. године живело 104.749 становника.
| 1995.   | 2000.   | 2005.   |
| ------- | ------- | ------- |
| 109.584 | 107.662 | 104.749 |